# Seema Antil
Seema Antil (ur. 27 lipca 1983) – hinduska lekkoatletka specjalizująca się w rzucie dyskiem.
W 2000 roku wygrała mistrzostwa świata juniorów jednak po wykryciu w jej organizmie niedozwolonych substancji – pseudoefedryny – odebrano jej medal oraz publicznie ostrzeżono. W 2001 została wicemistrzynią Azji juniorów, a rok później stanęła na najniższym stopniu podium podczas światowego czempionatu juniorów oraz kolejnej edycji juniorskich mistrzostw Azji. Na igrzyskach olimpijskich w Atenach (2004) odpadała w eliminacjach, a dwa lata później wywalczyła srebrny medal igrzysk Wspólnoty Narodów. Nie udało jej się awansować do finału mistrzostw świata w Berlinie (2009). Stanęła na najniższym stopniu podium igrzysk Wspólnoty Narodów w 2010 roku. Regularnie zdobywa medale mistrzostw Indii.
Rekord życiowy: 64,84 (7 sierpnia 2004, Kijów).
W roku 2022 została laureatką nagrody Arjuna Award.

## Osiągnięcia
| Rok  | Impreza                     | Miejsce             | Lokata            | Wynik |
| ---- | --------------------------- | ------------------- | ----------------- | ----- |
| 2001 | Mistrzostwa Azji juniorów   | Bandar Seri Begawan | 2. miejsce        | 53,04 |
| 2002 | Mistrzostwa świata juniorów | Kingston            | 3. miejsce        | 55,83 |
| 2002 | Mistrzostwa Azji juniorów   | Bangkok             | 3. miejsce        | 57,40 |
| 2004 | Igrzyska olimpijskie        | Ateny               | el. – 14. miejsce | 60,64 |
| 2006 | Igrzyska Wspólnoty Narodów  | Melbourne           | 2. miejsce        | 60,56 |
| 2009 | Mistrzostwa świata          | Berlin              | el. – 15. miejsce | 59,85 |
| 2010 | Igrzyska Wspólnoty Narodów  | Nowe Delhi          | 3. miejsce        | 58,46 |
| 2012 | Igrzyska olimpijskie        | Londyn              | el. – 12. miejsce | 61,99 |
| 2014 | Igrzyska Wspólnoty Narodów  | Glasgow             | 2. miejsce        | 61,61 |
| 2014 | Igrzyska azjatyckie         | Inczon              | 1. miejsce        | 61,03 |
| 2016 | Igrzyska olimpijskie        | Rio de Janeiro      | el. – 20. miejsce | 57,58 |
| 2017 | Mistrzostwa Azji            | Bhubaneswar         | 6. miejsce        | 54,11 |
| 2023 | Igrzyska azjatyckie         | Hangzhou            | 3. miejsce        | 58,62 |